# Platydema europaeum
Platydema europaeum es una especie de escarabajo del género Platydema, tribu Diaperini, familia Tenebrionidae. Fue descrita científicamente por Laporte de Castelnau & Brullé en 1831.
La especie se mantiene activa durante todos los meses del año excepto en enero y diciembre.

## Distribución
Se distribuye por Francia, Croacia, España y Turquía.